# Mont Berlin
Pour les articles homonymes, voir Berlin (homonymie).
Le mont Berlin est un volcan de l'Antarctique, le sixième plus haut de ce continent.

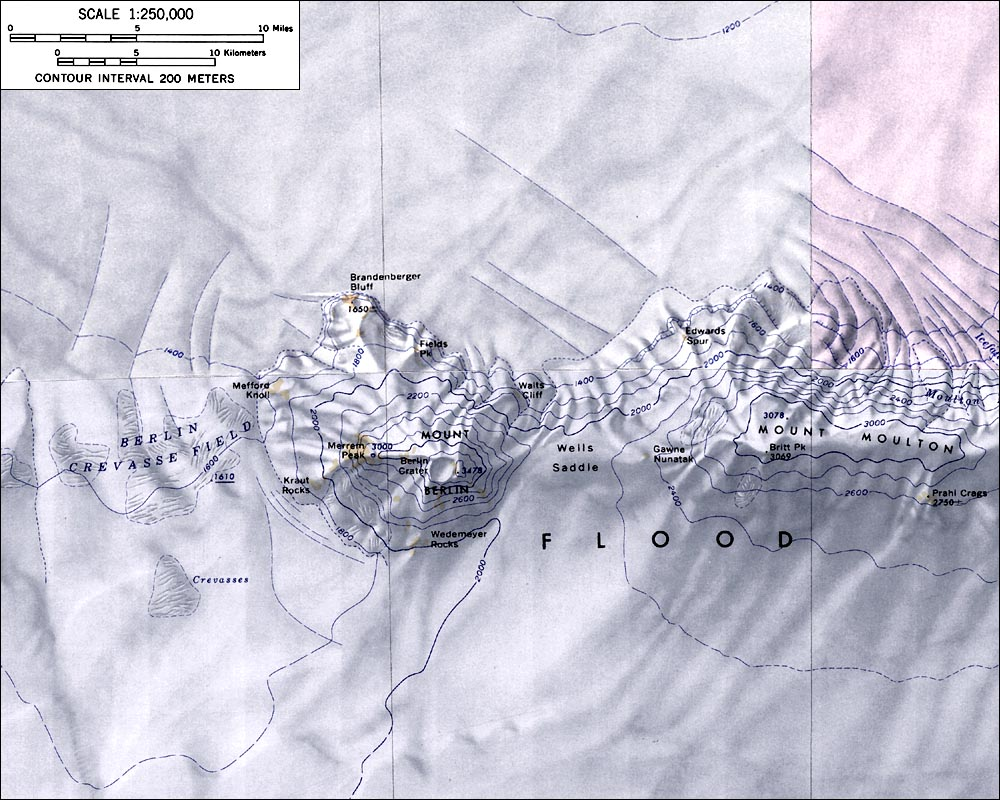
Carte du mont Berlin (à gauche) et du mont Moulton.